# Ethiopica polyastra
Ethiopica polyastra là một loài bướm đêm trong họ Noctuidae.